# Chronologie des faits économiques et sociaux dans les années 1420
Chronologie de l'économie
Années 1410 - Années 1420 - Années 1430

## Événements
- 1420 :
  - établissement des foires de Lyon[1]. Elles sont interrompu en 1429.
  - Côme l'Ancien prend la direction de la banque Médicis[2].
- 1420-1422 : crise monétaire en France à la suite du traité de Troyes, qui a pour conséquence la diffusion de gros de la région parisienne vers la Normandie. Cette monnaie est dépréciée par l’émission de gros de mauvaise qualité par le duc Bretagne, le roi Henri V, par le dauphin Charles VII et celle de fausse monnaie, ce qui entraine une forte hausse des prix[3].

- 1422 : la Guilde des brasseurs de Londres adopte l'anglais pour ses actes administratifs[4].
- 1423 :
  - les rois de Bosnie accordent des privilèges commerciaux à Venise[5].
  - la République de Venise est au faîte de sa puissance. Dans un discours sur l'état de la cité (10 mars 1423), le doge de Venise Tommaso Mocenigo recense 3 000 nefs de commerce, 300 navires de guerre, 17 000 ouvriers employés par l'Arsenal (sur les 190 000 habitants de la lagune), 25 000 marins et commerçants[6] ; près de quatre tonnes d’or et une trentaine de tonnes d’argent transitent chaque année par Venise.
- 1424 : la Chine ferme ses frontières du nord-ouest. Déclin de la route terrestre de la soie[7].
- 1423-1425 : la crise monétaire se poursuit en France ; des monnaies de plomb sont frappées à Brioude[8].

- La population parisienne passe de 200 000 habitants en 1328 à 80 000 dans les années 1420[9].
- Copenhague obtient du roi de larges privilèges commerciaux et civique. La ville qui comptait 3 000 habitants vers 1400, atteint 10 000 âmes en 1422.